# 알렉세이 차도프
알렉세이 알렉산드로비치 차도프(러시아어: Алексей Александрович Чадов, 1981년 9월 2일 ~ )는 러시아의 배우이다.

## 출연 작품
- 블랙아웃: 인베이젼 어스 (2019년) - 올레그 역